# Jerry Wald
Pour le musicien, voir Jerry Wald (musicien).
Jerry Wald est un producteur, réalisateur et scénariste américain, né le 16 septembre 1911 à Brooklyn (New York) et mort le 13 juillet 1962 à Beverly Hills, Los Angeles (États-Unis).

## Filmographie

### Comme producteur
- 1932 : Rambling 'Round Radio Row
- 1933 : Rambling 'Round Radio Row n°5
- 1933 : Rambling 'Round Radio Row
- 1939 : Les Fantastiques Années 20 (The Roaring Twenties) de Raoul Walsh
- 1941 : L'Entraîneuse fatale (Manpower)
- 1941 : Nuits joyeuses à Honolulu (Navy Blues)
- 1942 : L'Homme qui vint dîner (The man who came to dinner)
- 1942 : Échec à la Gestapo (All Through the Night)
- 1942 : Larceny, Inc.
- 1942 : Danseuse de cabaret (Juke Girl)
- 1942 : Griffes jaunes (Across the Pacific)
- 1942 : La Maison de mes rêves (George Washington Slept Here)
- 1943 : La Manière forte (The Hard Way)
- 1943 : Convoi vers la Russie (Action in the North Atlantic)
- 1943 : Intrigues en Orient (Background to Danger)
- 1943 : Destination Tokyo
- 1944 : In Our Time
- 1944 : The Very Thought of You de Delmer Daves
- 1945 : Aventures en Birmanie (Objective, Burma!)
- 1945 : L'Orgueil des marines (Pride of the Marines)
- 1945 : Le Roman de Mildred Pierce (Mildred Pierce)
- 1946 : Humoresque
- 1947 : L'Infidèle (The Unfaithful)
- 1947 : La Possédée (Possessed)
- 1947 : Les Passagers de la nuit (Dark Passage) de Delmer Daves
- 1948 : Ombres sur Paris (To the Victor)
- 1948 : Key Largo
- 1948 : Johnny Belinda
- 1948 : Les Aventures de Don Juan (Adventures of Don Juan)
- 1948 : One Sunday Afternoon
- 1949 : John Loves Mary
- 1949 : Boulevard des passions (Flamingo Road)
- 1949 : Horizons en flammes (Task Force)
- 1949 : Always Leave Them Laughing
- 1949 : Vive monsieur le maire (The Inspector General)
- 1950 : La Femme aux chimères (Young Man with a Horn)
- 1950 : Perfect Strangers
- 1950 : L'Esclave du gang (The damned don't gry)
- 1950 : Femmes en cage (Caged)
- 1950 : La Ménagerie de verre (The Glass Menagerie)
- 1950 : Trafic en haute mer (The Breaking Point)
- 1951 : Storm warning
- 1951 : Symphonie en 6.35 (Behave Yourself!)
- 1951 : La Femme au voile bleu (The Blue Veil), de Curtis Bernhardt
- 1951 : Les Coulisses de Broadway (Two Tickets to Broadway)
- 1952 : Le démon s'éveille la nuit (Clash by Night)
- 1952 : Les Indomptables (The Lusty Men)
- 1953 : La Belle du Pacifique (Miss Sadie Thompson)
- 1955 : Une femme diabolique (Queen bee)
- 1956 : Tu seras un homme, mon fils (The Eddy Duchin Story)
- 1957 : Elle et lui (An Affair to Remember)
- 1957 : Les Sensuels (No Down Payment)
- 1957 : Embrasse-la pour moi (Kiss Them for Me)
- 1957 : Les Plaisirs de l'enfer (Peyton Place)
- 1958 : The 30th Annual Academy Awards (TV)
- 1958 : Les Feux de l'été (The Long, Hot Summer)
- 1958 : Le Temps de la peur (In Love and War)
- 1958 : Mardi Gras
- 1959 : Le Bruit et la fureur (The Sound and the Fury)
- 1959 : The Best of Everything
- 1959 : Un matin comme les autres (Beloved Infidel) de Henry King
- 1959 : Le Vagabond des Bois Maudits (Hound-Dog Man) de Don Siegel
- 1959 : Du sang en première page (The Story on page one)
- 1960 : Amants et Fils (Sons and Lovers)
- 1960 : Le Milliardaire (Let's Make Love)
- 1961 : Les lauriers sont coupés (Return to Peyton Place)
- 1961 : Amour sauvage (Wild in the Country)
- 1962 : M. Hobbs prend des vacances (Mr. Hobbs takes a vacation)
- 1962 : Aventures de jeunesse (Hemingway's Adventures of a Young Man)
- 1963 : Les Loups et l'agneau (The Stripper)

### comme scénariste
- 1932 : Rambling 'Round Radio Row n°4
- 1932 : Rambling 'Round Radio Row
- 1932 : Rambling 'Round Radio Row n°1
- 1933 : Rambling 'Round Radio Row n°5
- 1933 : Rambling 'Round Radio Row
- 1933 : Rambling 'Round Radio Row
- 1935 : Maybe It's Love (en) de William C. McGann
- 1935 : Living on Velvet
- 1935 : In Caliente
- 1935 : Little Big Shot
- 1935 : Je vis pour aimer (I Live for Love) de Busby Berkeley
- 1935 : Stars Over Broadway
- 1936 : Héros malgré lui (Sons o' Guns)
- 1936 : Sing Me a Love Song
- 1937 : Hollywood Hotel de Busby Berkeley
- 1937 : Ready, Willing and Able
- 1937 : La Revue du collège (Varsity Show)
- 1938 : Garden of the Moon
- 1938 : Les Cadets de Virginie (Brother Rat) de William Keighley
- 1938 : Une enfant terrible ('Hard to Get)
- 1938 : Le Cavalier errant (Going Places) de Ray Enright
- 1938 : Chercheuses d'or à Paris (Gold Diggers in Paris)
- 1939 : The Kid from Kokomo (en)
- 1939 : Fausses Notes (Naughty But Nice)
- 1939 : Sur les pointes (On Your Toes)
- 1939 : Les Fantastiques Années 20 (The Roaring Twenties) de Raoul Walsh
- 1940 : Brother Rat and a Baby
- 1940 : Three Cheers for the Irish
- 1940 : Torrid Zone
- 1940 : L'Étrange Aventure (Brother Orchid) de Lloyd Bacon
- 1940 : Une femme dangereuse (They Drive by Night) de Raoul Walsh
- 1941 : Million Dollar Baby de Curtis Bernhardt
- 1941 : Out of the Fog
- 1941 : L'Entraîneuse fatale (Manpower)
- 1941 : Nuits joyeuses à Honolulu (Navy Blues) de Lloyd Bacon
- 1952 : Les Indomptables (The Lusty Men)

### comme réalisateur
- 1932 : Rambling 'Round Radio Row n°2
- 1932 : Rambling 'Round Radio Row n°3
- 1932 : Rambling 'Round Radio Row n°4
- 1933 : Rambling 'Round Radio Row n°6
- 1934 : Rambling 'Round Radio Row n°5